# Sztaroje Sajgovo
Sztaroje Sajgovo (oroszul: Старое Шайгово, moksa nyelven Сире Шайгав) falu Oroszországban, Mordvinföldön, a Sztaroje Sajgovó-i járás székhelye.
Lakossága: 5185 fő (a 2010. évi népszámláláskor).

## Elhelyezkedése
Szaranszktól 60 km-re északnyugatra, a Sziviny folyó jobb partján helyezkedik el. A településen át vezet az M-5-ös főútról leágazó P-180 jelű országút Kranoszlobodszk–Szaranszk közötti szakasza.
Nevének második része a 'mélyedés, mocsár' jelentésű moksa szóból keletkezett; az orosz „sztaroje” szó jelentése 'öreg, régi'.  

## Története
Írott forrás először 1692-ben említi Sajgovót. A 18. század második felében keletkezett Novoje Sajgovo (Új Sajgovo), mely később Sztaroje Sajgovo része lett. Az 1869. évi összeírás szerint a Penzai kormányzósághoz tartozó faluban 92 udvar volt. 
A szovjet időszakban, 1928-ban járási székhely lett. 